# Ibeotettix
Ibeotettix is een geslacht van rechtvleugeligen uit de familie doornsprinkhanen (Tetrigidae). De wetenschappelijke naam van dit geslacht is voor het eerst geldig gepubliceerd in 1930 door Rehn.

## Soorten
Het geslacht Ibeotettix omvat de volgende soorten:
- Ibeotettix alticrista Günther, 1979
- Ibeotettix angulatus Bolívar, 1905
- Ibeotettix steinbachi Günther, 1979